# Hieromantis
Hieromantis é um gênero de traça pertencente à família Agonoxenidae.